# Dieci minuti più vecchio: il violoncellista
Dieci minuti più vecchio: il violoncellista (Ten Minutes Older: The Cello) è un film a episodi del 2002, diretto da Bernardo Bertolucci, Claire Denis, Mike Figgis, Jean-Luc Godard, Jiří Menzel, Michael Radford, Volker Schlöndorff e István Szabó. Insieme al coevo Ten Minutes Older: The Trumpet, è dedicato a Herz Frank e Juris Podnieks, rispettivamente regista e direttore della fotografia di Par desmit minutem vecaks, cortometraggio del 1978 a cui i film si ispirano.